# Kaduna (řeka)
Kaduna je levostranný přítok Nigeru, který protéká severozápadní částí Nigérie. Délka toku činí 575 km. Povodí má rozlohu 66 300 km². Název řeky je odvozen od slova kada, což v hauštině znamená krokodýl.

## Průběh toku
Řeka pramení na náhorní plošině Jos, jižně od města Jos, v centrální části Nigérie. Na horním toku směřuje na severozápad ke stejnojmennému městu, u něhož se postupně obrací na jihozápad. Jihozápadně od Kaduny byla na řece v roce 1990 uvedena do provozu vodní elektrárna Shiroro s celkovým výkonem 600 MW. Od hráze vodní nádrže, která má rozlohu 320 km², teče řeka západním až jihozápadním směrem. Na dolním toku, pod ústím řeky Mariga, se Kaduna stáčí na jih. Do Nigeru se vlévá jihozápadně od města Bida.

### Větší přítoky
- zleva – Nabuhi
- zprava – Karami, Galma, Tubo, Mariga

## Vodní režim
Průměrný průtok Kaduny ve stanici Wuya Bridge v letech 1947 až 1972 činil 596 m³/s.
Průměrné měsíční průtoky řeky ve stanici Wuya Bridge v letech 1947 až 1972: